# 야타촌 (와카야마현)
야타촌(矢田村)은 와카야마현 히다카군에 있던 촌이다. 현재의 히다카가와정 북서단에 해당한다.

## 역사
- 1889년 4월 1일 - 정촌제 시행에 의해 7촌의 구역을 가지고 성립하였다.
- 1955년 1월 1일 - 하야소촌, 뉴촌과 합병해 가와베정이 성립하여, 동일 야타촌은 폐지되었다.

## 교통

### 철도
일본국유철도 기세이니시선(현 기세이본선)이 촌을 통과했지만 역은 존재하지 않았다. 도조지역이 가장 가까운 곳에 위치.

## 참고문헌
- 角川日本地名大辞典 30 和歌山県